# لوك شابمان
لوك شابمان (بالإنجليزية: Luke Chapman)‏ (21 مارس 1991 في المملكة المتحدة - ) هو لاعب كرة قدم بريطاني في مركز الوسط. لعب مع بورت فايل ونادي هدنسفورد تاون وستافورد رينجرز وSutton Coldfield Town F.C. ‏ ونادي روسيستر ‏.

## وصلات خارجية
- لوك شابمان على موقع قاعدة بيانات كرة القدم.إي يو (الإنجليزية)
- لوك شابمان على موقع قاعدة بيانات كرة القدم.إي يو (الإنجليزية)
- لوك شابمان على موقع Soccerbase.com (لاعب) (الإنجليزية)